# Catedral de Lincoln

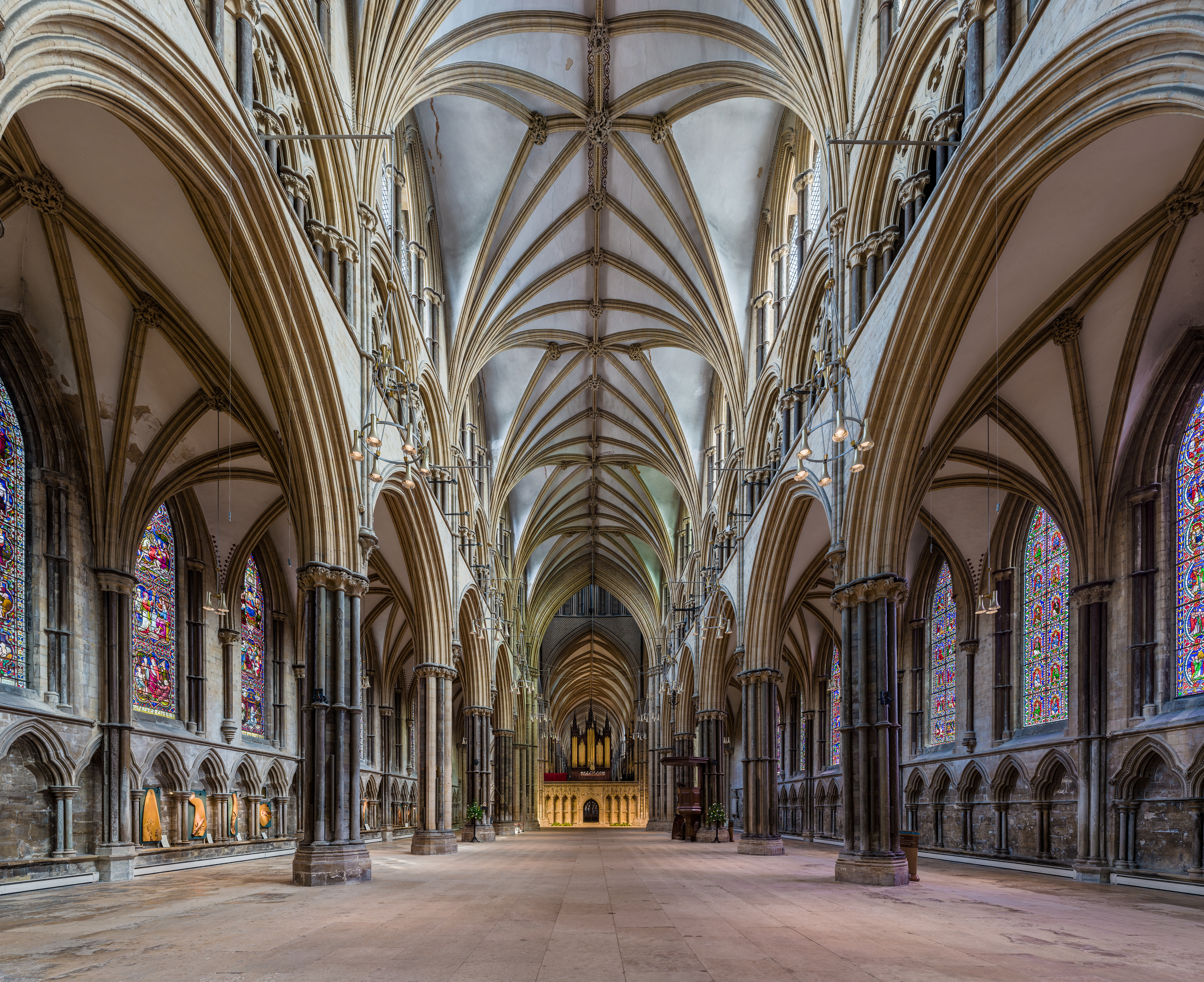
Vista do interior.

A Catedral de Lincoln (em inglês:  Lincoln Cathedral; oficialmente denominada The Cathedral Church of the Blessed Virgin Mary of Lincoln, ou apenas St. Mary's Cathedral) é uma histórica catedral anglicana localizada em Lincoln, na Inglaterra e sede do Bispo de Lincoln, da Igreja Anglicana. Ela foi o edifício mais alto do mundo por pouco mais de dois séculos (1311–1549). A ponta da torre central foi destruída em 1549 e não mais reconstruída.

## História
Remigius de Fécamp, primeiro bispo de Lincoln, ordenou a construção da catedral em 1072. Antes disso, a Igreja de Santa Maria em Lincoln era uma igreja-mãe, mas não uma catedral, e a sede da diocese era a Abadia de Dorchester, em Dorchester-on-Thames, Oxfordshire. A primeira Catedral de Lincoln, construída no lugar onde se encontra atualmente, foi finalizada em 1092. Em 1141, a cobertura de madeira foi destruída em um incêndio. O bispo Alexandre reconstruiu e expandiu a catedral, mas ela foi novamente destruída por um terremoto cerca de quarenta anos mais tarde, em 1185.
Após o terremoto, um novo bispo foi nomeado. O bispo era Hugo de Avalon (assim chamado por ter nascido em Avalon, na França); ele iniciou um programa de reconstrução e expansão maciça.
A catedral é a terceira mais extensa da Grã-Bretanha (compreendendo a planta baixa), depois da Catedral de São Paulo e da Catedral de Iorque, com medidas de 148 por 83 metros. Ela é o maior edifício de Lincolnshire e até 1549 sua torre era considerada a mais alta torre medieval da Europa. Entretanto, a altura exata tem sido tema de debates. É considerada a segunda igreja mais alta do mundo, com 160 metros de altura.
Existem treze sinos na torre sudoeste, dois na torre noroeste e cinco na torre central.
O acervo da catedral alberga uma das quatro cópias originais da Magna Carta ainda existentes, atualmente exposta no Castelo de Lincoln.

## Órgão
O órgão é um dos mais refinados exemplos das obras de Henry Willis, datado de 1898 (este foi seu último órgão de catedral antes de sua morte, em 1901).

## Na cultura popular

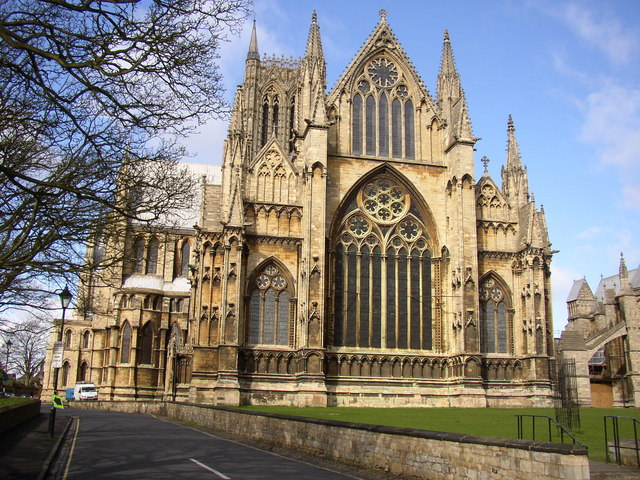
Vista da fachada traseira.